# Chahār Gāv Bandī
Chahār Gāv Bandī (persiska: چهار گاو بندی) är en ort i Iran.   Den ligger i provinsen Kerman, i den sydöstra delen av landet, 1 000 km sydost om huvudstaden Teheran. Chahār Gāv Bandī ligger 597 meter över havet och antalet invånare är 208.
Terrängen runt Chahār Gāv Bandī är platt.Runt Chahār Gāv Bandī är det glesbefolkat, med 17 invånare per kvadratkilometer. Närmaste större samhälle är Posht Lor, 10,8 km norr om Chahār Gāv Bandī. Trakten runt Chahār Gāv Bandī består till största delen av jordbruksmark.